# Duché du Frioul
568–776
Entités précédentes :
- Venetia et Histria (Empire romain d'Orient)

Entités suivantes :
- Marche du Frioul (Empire carolingien)

Le duché du Frioul fut un des États institués par les Lombards en Italie au haut Moyen Âge. Fondé en 568 sous le dux Gisulf Ier, neveu du roi Alboïn, il s'étendait sur la région actuelle de Frioul, nommée d'après la résidence ducale à Forum Iulii (Cividale). Le duché faisait une partie intégrante de la Lombardie majeure ; les ducs Ratchis et Aistolf portent même le titre de roi des Lombards. Après que le royaume fut conquis par Charlemagne et le dernier duc Rotgaud a été vaincu en 776, le Frioul est devenu une marche de l'Empire carolingien appartenant aux possessions du roi Pépin d'Italie.

## Histoire

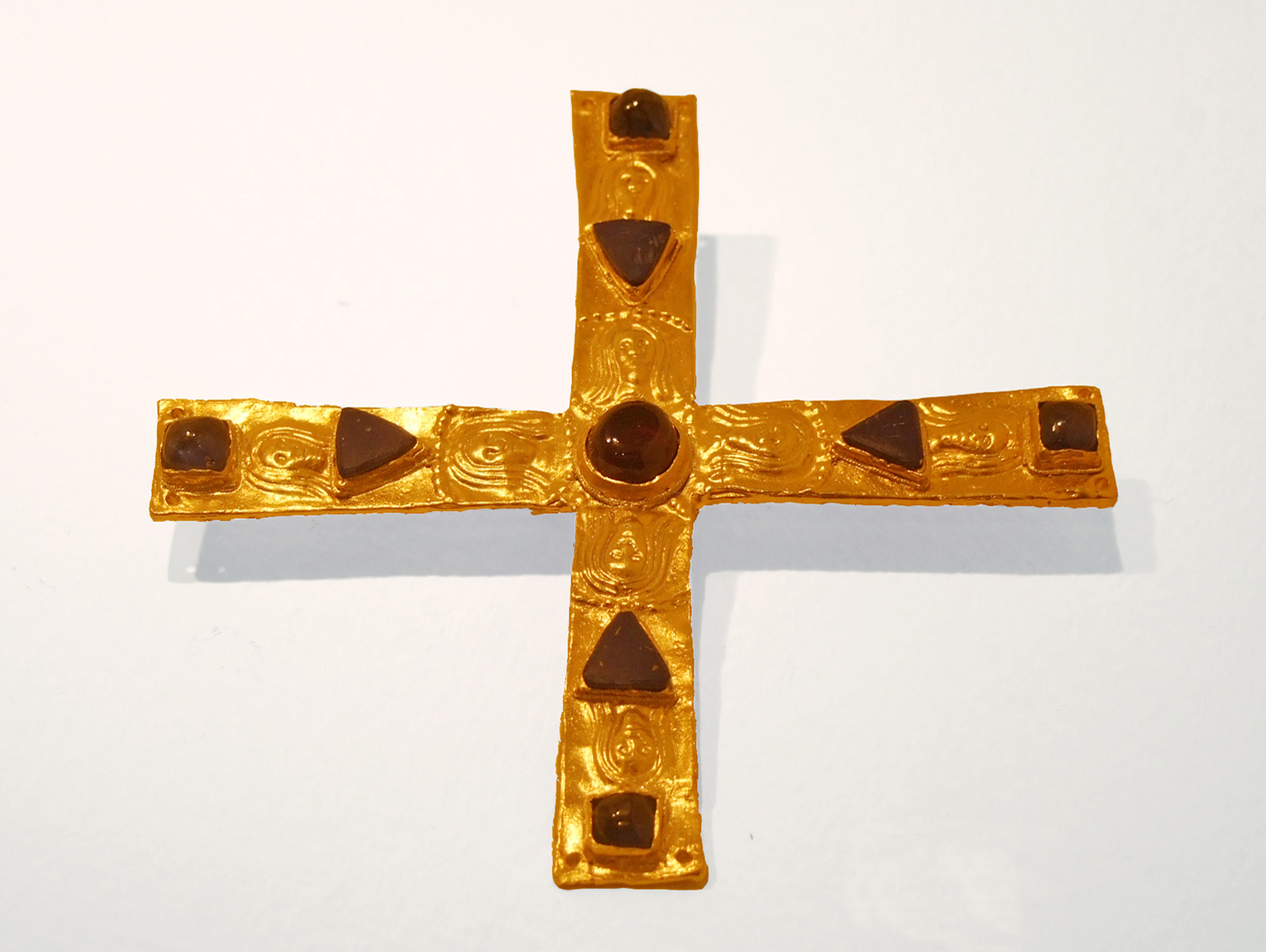
Croix du duc Gisulf Ier.

Après le déclin de l'Empire romain d'Occident, la province de Venetia était rattachée à l'Italie d'Odoacre, puis au royaume des Ostrogoths et à l'Empire byzantin. En 568, arrivés dans le Frioul, les Lombards ont repris aux Byzantins une grande partie de l'Italie du Nord située au sud des Alpes. Les terres conquises ont été regroupées, dans la terminologie de l'époque, dans deux importantes entités : la Lombardie majeure, des Alpes à la Toscane d'aujourd'hui, et la Lombardie mineure qui comprenait les possessions au sud par l'exarchat de Ravenne qui au VIe siècle était relié à Rome par le « corridor Byzantin ».
La Lombardie majeure a été fragmentée en de nombreux duchés dont les ducs avaient des pouvoirs peu contestés dans leurs territoires respectifs. Le premier duché institué par le roi Alboïn est celui du Frioul, à la suite de la conquête de la cité de Forum Iulii, fondée par l'empereur Jules César. Il le confié à son neveu Gisulf, le premier des ducs de Frioul qui ont régné incontesté et ont conservé une forte autonomie que le pouvoir central n'a pas réussi à museler. Le Frioul a été l'un des plus grands duchés du royaume lombard, avec San Giulio, Turin, Bénévent, Spolète et Trente.
Le duché de Gisulf est limité à l'est par les Alpes juliennes, au nord par les Alpes carniques et à l'ouest par le fleuve du Tagliamento, la frontière avec le duché lombard de Ceneda. Au sud, l'exarchat de Ravenne s'étend le long de la côte Adriatique. Le territoire est stratégique, il permet de contrôler la frontière orientale du royaume au plateau de Hrušica, face aux éventuelles incursions des Avars de Pannonie, des populations esclavones d'Istrie et d'Illyrie, et prétentions des Byzantins de l'exarchat de Ravenne. À cet endroit, les Romains avaient construit au début du IVe siècle ap. J.-C. la forteresse d'Ad Pirum (« Au Poirier »), ouvrage central et principal des Claustra Alpium Iuliarum, pour surveiller la route qui allait d'Aquilée vers Emona (Ljubljana). Le Frioul fut ainsi régulièrement en lutte contre ces voisins.

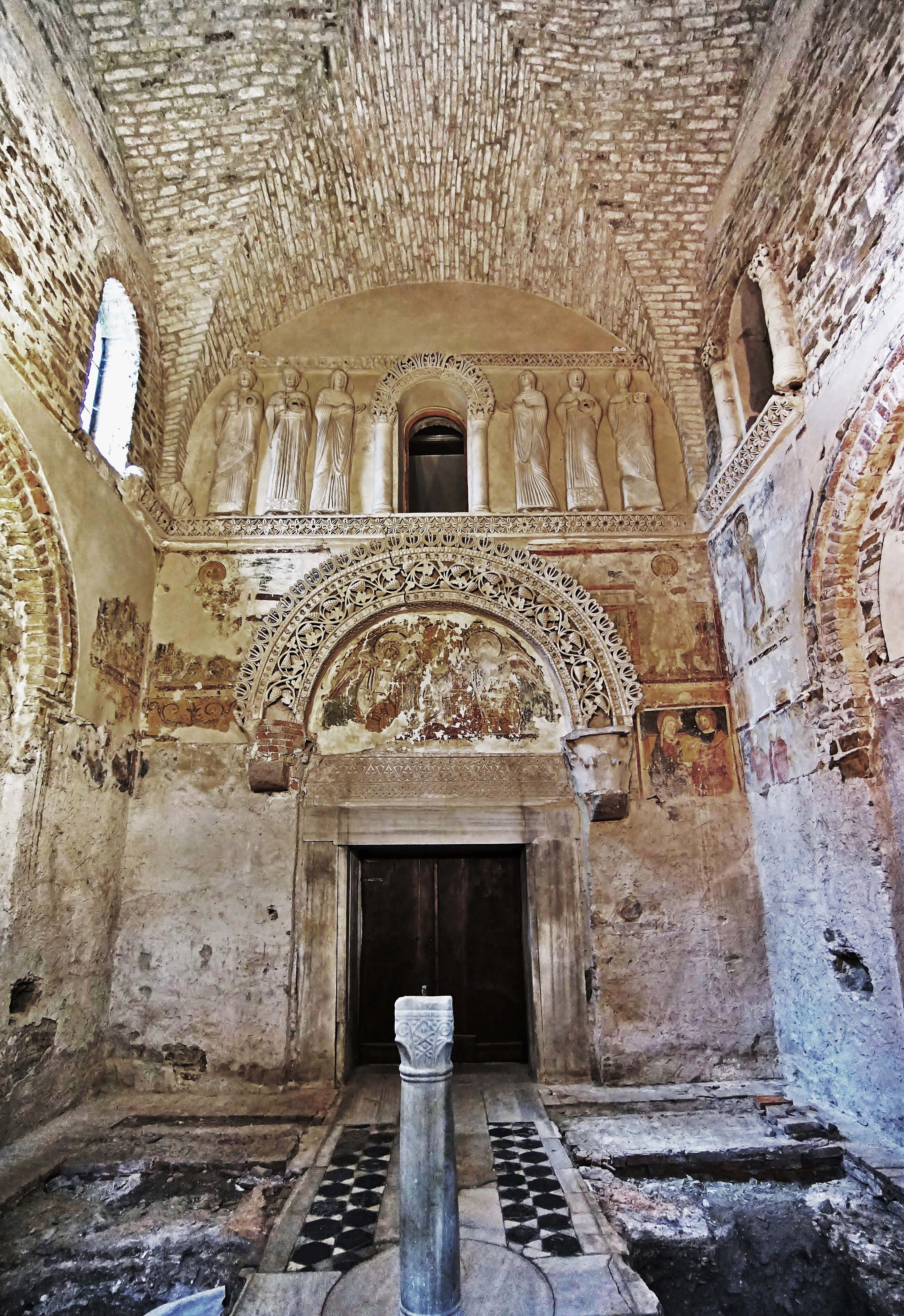
L'intérieur du Temple Lombard à Cividale.

En cette époque, le nom de Forum Iulii devient Civitas, la cité par excellence, qui deviendra ensuite Cividale. Vers l'an 610, elle est pillée et incendiée par les Avars du khagan Bayan qui, après avoir battu et tué le duc Gisulf II de Frioul, s'empare de Romilda, femme du duc. Détruite par les Avars, elle restera un important centre connu sous le nom de Civitas Forumiuliana, pour devenir ensuite un centre militaire et politique de la Vénétie. Durant le règne du roi lombard Liutprand, elle devient en 737, diocèse et caput Venetiae, héréditaire de Aquilée. Callisto, patriarche d'Aquilée, arrive dans la cité pour fuir les incursions byzantines, suivi de l’archevêque de Zuglio. Le siège du patriarcat d’Aquilée y restera même après le départ des Lombards.
Le duc Ratchis puis son frère Aistolf devinrent rois des Lombards. Ce dernier marqua aussi l'apogée et la fin des Lombards en s'emparant de Ravenne puis en soumettant Rome ce qui provoqua l'appel du pape à Pépin le Bref et le début de l'ingérence franque en Italie. En 774, Charlemagne combattait et vainquait le roi Didier de Lombardie au siège de Pavie. Il s'empare du duché du Frioul et le conserve en nommant Rotgaud à sa tête. Toutefois, le duc se révolte contre la domination franque et prend le contrôle de plusieurs cités d'Italie du nord avant d'être vaincu et tué en 776.
Le Frioul devint une marche de l'Empire carolingien, bien que les souverains désignés portaient encore le titre de dux Foroiulanus. En 828, le dernier chef administratif Baldéric de Frioul est démis de ses fonctions par l'empereur Louis le Pieux qui, au lieu de nommer un nouveau dux, partage ce territoire en quatre marquisats. Cent ans plus tard, en 952, la région a été incorporée à la marche de Vérone par le roi germanique Otton Ier.

## Ducs lombards du Frioul
- 568–581 : Gisulf Ier
- 581–590 : Grasulf Ier, frère de Gisulf Ier
- 590–610 : Gisulf II, fils de Grasulf Ier
- 610–625 : Taso et Kako, fils de Gisulf II
- 625-652 : Grasulf II, frère de Gisulf II
- 652-663 : Ago
- 663-666 : Lupus
- 666-667 : Arnefrid
- 667-678 : Wechtari
- 678-684 : Landari
- 684-695 : Rodoald
  - vers 695 : Ansfrid, prétendant
- vers 695 : Ado, frère de Rodoald ; avec le titre de « lieutenant »
- 695-706 : Ferdulf
- vers 706 : Corvolus
- 706-737 : Pemmo
- 737-744 : Ratchis, fils de Pemmo, roi des Lombards
- 744-749 : Aistolf, frère de Ratchis, roi des Lombards
- 749-751 : Anselme († 803)
- 751–774 : Petrus
- 774–776 : Rotgaud

## Sources

### Sources médiévales
- Paul Diacre, Histoire des Lombards, VIIe siècle